# Шеффер, Джефф
Джефф Шеффер (англ. Jeff Schaffer; род. 1 января 1970, Кливленд, США) — американский режиссёр, продюсер и сценарист.

## Биография
Джефф Шеффер родился в Кливленде, штат Огайо. Он и его брат Грег (также продюсер и сценарист) выросли в районе Уоррен в штате Огайо.
После окончания частной школы-интерната Western Reserve Academy в Гудзоне, штат Огайо, Шеффер поступил в Гарвардский колледж, где был сотрудником юмористического журнала The Harvard Lampoon.

## Карьера

### Телевидение
После колледжа Шеффер и его приятели-писатели из Гарвардского Лампуна Алек Берг и Дэвид Мандель написали несколько эпизодов ситкома «Сайнфелд». Джефф также был исполнительным продюсером девятого сезона. Помимо этого, он занимал различные другие должности в шоу, такие как программный консультант, главный продюсер и редактор сюжета. Шефферу также приписывают создание пародийного зимнего праздника Фестивус.
Шеффер участвовал в создании нескольких эпизодов сериала «Умерь свой энтузиазм», где был режиссёром и исполнительным продюсером нескольких эпизодов.
«Лига» — это «комедийный сериал» американский ситком, созданный Шеффером и его женой Джеки.
Джефф Шеффер работал с Дэйвом Бердом над созданием ситкома «Дэйв», который в общих чертах основан на жизни Берда как рэпера. Премьера шоу состоялась 4 марта 2020 года на канале FXX. Премьера второго сезона шоу состоялась 16 июня 2021 года.

### Фильмография
Джефф Шеффер написал (вместе с Манделем и Бергом) и поставил «Евротур», молодёжную комедию 2004 года, и участвовал в написании сценария адаптации книги доктора Сьюза «Кот в шляпе» 2003 года. Другие фильмы в которых он помогал в написании сценарий, являются два комедийных фильма с Сашей Бароном Коэном в главной роли, «Брюно» (2009) и «Диктатор» (2012). Над последним фильмом также работали Алек Берг и Дэвид Мандель — бывшие сценаристы «Сайнфельда», а также друзья и сотрудники Шеффера со времен колледжа. Также был одним из сценаристом телефильма «Завершить историю» с Ларри Дэвидом в главной роли.

## Фестивус
Фестивус это праздник, который вошёл в массовую культуру после того, как стал темой выпущенной в 1997 десятой серии девятого сезона сериала «Сайнфелд», озаглавленной «Забастовка».
Сценарист Дэниел О’Киф вначале сомневался в идее включить свою семейную традицию в телевизионную серию, но когда исполнительные продюсеры Алек Берг и Джефф Шеффер узнали о диковинном празднике от младшего брата Дэна, ими вначале овладело любопытство, затем восторг, а затем они стали настаивать на включении праздника в сценарий. Позже Шеффер размышлял: «таковы сюжеты Сайнфелда: настоящие — всегда лучшие. У реальности есть такой нюанс, что она порой оказывается просто идеальна. Мы могли бы миллиард лет просидеть в комнате, и так никогда и не придумать фестивус. Он такой безумный и уморительный, и просто забавный, и такой обескураживающий. Это потрясающе».

## Личная жизнь
Джефф женился на Джеки Маркус, с которой вместе сняли сериал «Лига». Их жизненный опыт часто воплощался в сюжет сериала. У них есть дочь Арвен (названная в честь персонажа «Властелина колец»), родившаяся в 2012 году.